# Крајпуташ браћи Ђурашевићима − Ђорђу, Вукоману и Радомиру из села Луке
Крајпуташ браћи Ђурашевићима − Ђорђу (†1912), Вукоману (†1915) и Радомиру (†1945) из села Луке (Општина Ивањица) налази се у засеоку Стругаревићи, са десне стране пута Ивањица-Каона-Краљево. Крајпуташ је подигнут тројици браће Ђурашевић преминулим у између почетка Првог балканског и краја Другог светског рата.

## Опис споменика
Споменик је у облику стуба од пешчара, са покривком у виду профилисане капе. На предњој, јужној страни приказана је фигура регрута Вукана Ђурашевића у ставу „мирно”, са рукама опруженим низ тело и пушком „к нози”. Испод леве руке назире се бајонет. Тело војника приказано је плошно, док је глава моделована у плиткој правоугаоној ниши, што одаје утисак барељефа. Са страна уклесано је име и презиме. На десној бочној страни споменика приказана је симболична представа голуба на цветној грани који кљуца грозд.
Осим оштећеног лика покојника, споменик је релативно добро очуван. Површина камена прекривена је лишајем.

## Епитаф
Натпис уклесан на полеђини и левој бочној страни споменика гласи:
Браћо мила не жалите труда
прочитајте овај спомен дични
три младости из прошлости
браће Ђурашевића.
ЂОРЂЕ који поживи 24. г. а умро код куће 30. августа 1912. год.
ВУКОМАН који поживи 19. год. а као регрут разболи се у Приштини
дође кући на боловање и умре 15. фебруара 1915. г. и
РАДОМИР који поживи 45. г, а умро 9. маја 1945. г.
Бог да им душу прости.
Спомен подигоше им отац Миљко мајка Јелисавка и брат Лазар.